# Attagis malouinus
La agachona patagona o perdicita cordillerana austral (Attagis malouinus) es una especie de ave caradriforme de la familia Thinocoridae que vive en el extremo sur de Sudamérica. 

## Distribución y hábitat
Se encuentra en el sur de Chile y Argentina. Sus hábitats naturales son las montañas en verano y las estepas en invierno.